# Сіанорте (футбольний клуб)
«Сіанорте» (порт. Cianorte Futebol Clube) — бразильський футбольний клуб з міста Сіанорте, штат Парана.

## Історія
Клуб заснований 13 лютого 2002 року, домашні матчі проводить на арені «Олімпіке», який вміщує 1 700 глядачів. Найкращим досягненням «Сіанорте» в чемпіонаті штату Парана стало 3-тє місце в 2004 році. Один раз в своїй історії клуб виступав у Серії C Бразилії, в 2004 році він посів у ній 48-ме місце. У 2005 році «Сіанорті» брав участь в розіграші кубку Бразилії, де у другому колі в першому матчі сенсаційно розгромив з рахунком 3:0 «Корінтіанс», за який грали такі зірки як Карлос Тевес, Нілмар та Хав'єр Маскерано, але в матчі-відповіді «Сіанорте» не втримав здобутої переваги і програвши з рахунком 1:5, вибув з розіграшу кубку.
У 2011 році клуб дебютував у Серії D Бразилії.

## Досягнення
- Другий дивізіон Ліги Паранаенсе
  -  Срібний призер (1): 2003

## Відомі гравці
- Данило
- Гільєрму Фінклер
- Талеш Шутц

## Відомі тренери
- Кайо Жуніор